# Franz Ludwig von Baumann

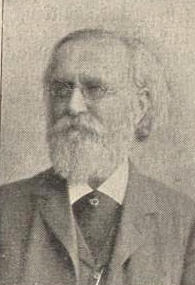
Franz Ludwig von Baumann

Franz Ludwig Baumann, ab 1908 Ritter von Baumann, (* 8. Juni 1846 in Leutkirch im Allgäu; † 2. Oktober 1915 in Bad Adelholzen) war ein deutscher Historiker, Archivar und prominentes Mitglied des Heimatvereins Kempten.

## Biografie
Franz Ludwig Baumann, als Spross einer „alten weitverzweigten Bauernfamilie des Allgäus“ in Wangen aufgewachsen, studierte nach dem Besuch des Humanistischen Gymnasiums Kempten an der Ludwig-Maximilians-Universität München Geschichte, Rechtsgeschichte und Theologie. Dort wurde er Mitglied des katholischen Studentenvereins Ottonia. Ab 1872 wirkte er als Archivar am Fürstlich Fürstenbergischen Archiv in Donaueschingen, zunächst als Kanzlist und Archivregistrator an der Seite Sigmund Riezlers, ab 1882 als Vorstand des Archivs. In dieser Zeit besorgte er die Geschäftsführung („Pflegschaft“) des Vereins für Geschichte des Bodensees und seiner Umgebung in Donaueschingen. Nachdem er 1895 in den bayerischen Archivdienst eingetreten war, wurde er 1903 zum Direktor des Reichsarchivs München ernannt. 
Baumann gehörte seit 1895 der Bayerischen Akademie der Wissenschaften als außerordentliches, seit 1906 als ordentliches Mitglied an. 1908 erhielt er das Ritterkreuz des Verdienstordens der Bayerischen Krone, womit der persönliche Adelsstand (Titel Ritter von Baumann) verbunden war. Seit 1873 war er mit Silvanie, Tochter des Bildhauers Joseph Otto Entres, verheiratet und damit Schwager des Parlamentariers Georg von Orterer.
In seinen Veröffentlichungen befasste sich Franz Ludwig Baumann vorwiegend mit der Geschichte Schwabens. Mit den Hypothesen, die er 1879 in einer Arbeit über die Gaugrafschaften im wirtembergischen Schwaben aufstellte, prägte er die Forschungen zur frühmittelalterlichen Verfassungsgeschichte nachhaltig. Sein Hauptwerk als Autor, die dreibändige Geschichte des Allgäus, erschien ab 1883. Daneben trat er als Bearbeiter und Herausgeber von Quellensammlungen zur Landesgeschichte hervor. Die ersten dieser Publikationen hatten den Bauernkrieg in Oberschwaben zum Thema. In Zusammenarbeit mit Riezler entstand das ab 1877 in sieben Bänden erschienene Fürstenbergische Urkundenbuch, das sämtliche Urkunden zur Geschichte des Hauses Fürstenberg und seiner Besitzungen in Schwaben bis zum Jahr 1509 – teils als Volltext, teils als Regest – enthält. An dieses Werk knüpft die den Zeitraum bis 1617 umfassende Quellensammlung an, die Baumann zusammen mit Georg Tumbült, seinem Nachfolger als Archivrat in Donaueschingen, herausgab.

## Werke (Auswahl) und Bedeutung
als Verfasser
- Die Oberschwäbischen Bauern im März 1525 und die zwölf Artikel. Kösel, Kempten 1871 (und spätere Auflagen) (Digitalisat).
- Die Gaugrafschaften im wirtembergischen Schwaben: ein Beitrag zur historischen Geographie Deutschlands. Kohlhammer, Stuttgart 1879 (Digitalisat).
- Abgegangene und umbenannte Orte der badischen Baar und der Herrschaft Hewen. In: Schriften des Vereins für Geschichte und Naturgeschichte der Baar, Band 3 (1880).
- Die Ortsnamen der badischen Baar und der Herrschaft Hewen. In: Schriften des Vereins für Geschichte und Naturgeschichte der Baar, Band 4 (1882).
- Geschichte des Allgäus. Band 1 bis 3. Kösel, Kempten 1883–1894.
- Die Territorien des Seekreises 1800. Braun, Karlsruhe 1896 (Badische Neujahrsblätter 4).
- Forschungen zur schwäbischen Geschichte. Kösel, Kempten 1899.

als Herausgeber
- Quellen zur Geschichte des Bauernkriegs in Oberschwaben. Literarischer Verein, Stuttgart 1876.
- Akten zur Geschichte des deutschen Bauernkrieges aus Oberschwaben. Herder, Freiburg 1877 (Digitalisat).
- (mit Sigmund Riezler) Fürstenbergisches Urkundenbuch. Band 1 bis 7. Laupp, Tübingen 1877–1891.
- (mit Georg Tumbült) Quellen zur Geschichte des fürstlichen Hauses Fürstenberg und seines ehedem reichsunmittelbaren Gebietes 1510–1617. Band 1 und 2. Tübingen 1894–1902.

Der renommierte Geschichtswissenschaftler Peter Blickle bezeichnet Franz Ludwig Baumann als den bedeutendsten Historiker Oberschwabens.  Mit seinen Veröffentlichungen beginne außerdem ein neuer Abschnitt in der Erforschung des Bauernkriegs. Die Gesellschaft Oberschwaben für Geschichte und Kultur verleiht seit 1997 einen Preis für hervorragende wissenschaftliche Leistungen, der nach Franz Ludwig Baumann benannt ist.